# Coptosperma cymosum
Coptosperma cymosum är en måreväxtart som först beskrevs av Carl Ludwig von Willdenow och Schult., och fick sitt nu gällande namn av De Block. Coptosperma cymosum ingår i släktet Coptosperma och familjen måreväxter.
Artens utbredningsområde är Mauritius. Inga underarter finns listade i Catalogue of Life.